# José Zamanillo
José Antonio Zamanillo Ahedo (Gerona, 7 marzo 1938) è un ex calciatore spagnolo, di ruolo difensore.

## Palmarès

### Competizioni nazionali
- Coppa di Spagna: 1

Atlético Madrid: 1964-1965